# Delphi Indy 300 2002
Delphi Indy 300 2002 var ett race som var den fjortonde och näst sista deltävlingen i Indy Racing League 2002. Racet kördes den 8 september på Chicagoland Speedway. Sam Hornish Jr. tog ett stort steg mot titeln, genom att bryta sin långa vinsttorka, och dessutom ha två förare mellan sig och konkurrenten Hélio Castroneves. Innan tävlingen var det Gil de Ferran som ledde mästerskapet, men hans krasch gjorde det nästan omöjligt för honom att bli mästare.

## Slutresultat
| Plats | Förare            | Team                     | Grid |
| ----- | ----------------- | ------------------------ | ---- |
| 1     | Sam Hornish Jr.   | Panther Racing           | 1    |
| 2     | Al Unser Jr.      | Kelley Racing            | 3    |
| 3     | Buddy Lazier      | Hemelgarn Racing         | 22   |
| 4     | Hélio Castroneves | Marlboro Team Penske     | 21   |
| 5     | Eddie Cheever     | Cheever Racing           | 6    |
| 6     | Felipe Giaffone   | Mo Nunn Racing           | 10   |
| 7     | Scott Sharp       | Kelley Racing            | 16   |
| 8     | Vitor Meira       | Team Menard              | 5    |
| 9     | Buddy Rice        | Cheever Racing           | 2    |
| 10    | Dan Wheldon       | Panther Racing           | 7    |
| 11    | Raul Boesel       | Bradley Motorsports      | 19   |
| 12    | Alex Barron       | Blair Racing             | 18   |
| 13    | Will Langhorne    | Treadway/Hubbard Racing  | 23   |
| 14    | George Mack       | 310 Racing               | 24   |
| 15    | Tony Renna        | Kelley Racing            | 17   |
| 16    | Airton Daré       | A.J. Foyt Enterprises    | 15   |
| 17    | Greg Ray          | Sam Schmidt Motorsports  | 20   |
| 18    | Eliseo Salazar    | A.J. Foyt Enterprises    | 14   |
| 19    | Billy Boat        | CURB/Agajanian Racing    | 4    |
| 20    | Robbie Buhl       | Dreyer & Reinbold Racing | 9    |
| 21    | Jeff Ward         | Chip Ganassi Racing      | 13   |
| 22    | Sarah Fisher      | Dreyer & Reinbold Racing | 12   |
| 23    | Gil de Ferran     | Marlboro Team Penske     | 11   |
| 24    | Hideki Noda       | Indy Regency Racing      | 25   |
| 25    | Laurent Redon     | Conquest Racing          | 8    |